# Luděk Niedermayer
Pour les articles homonymes, voir Niedermayer.
Luděk Niedermayer, né le 13 mars 1966 à Brno, est un homme politique tchèque.